# 菲利普·布歇 (生物学家)
菲利普·布歇（法語：Philippe Bouchet；1953年—）是一位法國生物學家，主要專長是軟體動物學及生物分類學。現時他在巴黎的国家自然歷史博物館任職。他也是國際動物命名法委員會的專員。
菲利普·布歇最為其他人認識的，是他與讓-皮埃爾·羅克魯瓦（Jean-Pierre Rocroi）於2005年編輯及出版的腹足類軟體動物生物分類系統（《布歇和羅克魯瓦的腹足類分類 (2005年)》），取代過時的腹足纲分类表 (1997年)。
此外，由他命名的軟體動物分類單元超過500種；也有多個物種以他的姓來命名以作致敬，例如：在新喀里多尼亞發現的Bouchetispira
。

## 外部連結
- Philippe Bouchet （页面存档备份，存于）. ZooBank
- Philippe Bouchet. 国际动物命名法委员会（ICZN）